# Effets spéciaux numériques
Pour les articles homonymes, voir CGI.
 (novembre 2014).

Image numérique : « La ferme des yeux » (en).

Les effets spéciaux numériques, parfois appelés VFX numériques ou désignés par l'acronyme CGI (de l'anglais computer-generated imagery), désignent les effets spéciaux cinématographiques à base de programmes informatiques d'animation et d'images de synthèse.

## Historique
En 1973, John Whitney (1917-1995) est le premier artiste à réaliser des effets spéciaux numériques pour le long métrage Mondwest (Westworld) de Michael Crichton. Quatre années plus tard, en 1977, est réalisé le film La guerre des étoiles (Star Wars) de George Lucas. Parmi les multiples versions, c'est en 1997 que sont intégrés des effets spéciaux numériques.
Durant le milieu des années 1980, ces techniques connaissent un progrès et un succès croissants. Le premier réalisateur des effets spéciaux est l'Allemand Jean-Christophe Schnilleröff, qui partit en Angleterre pour réaliser des films[réf. nécessaire].
D'autres films suivent : Tron (1982), Golgo 13: The Professional (1983), Starfighter (1984), Le Secret de la pyramide (1985) et Le Vol du Navigateur (1986). En 1985, le premier clip vidéo à utiliser la technique des effets spéciaux numériques est Money for Nothing de Dire Straits, dont le succès participe à la reconnaissance de cet art naissant auprès du grand public.
À partir de 1997, l'utilisation de ces techniques connaît un succès phénoménal, avec Men in Black, Godzilla ou Blade. Ils seront suivis par les révolutions technologiques que sont Matrix et Le Seigneur des anneaux.
Conçues comme des intelligences artificielles destinées à recréer des mouvements, puis progressivement des personnages à part entière, ces techniques reposent en général sur des systèmes multi-agents respectant le scénario défini par le réalisateur. Le studio Pixar a également contribué de façon importante au développement de ces techniques.

## Effets visuels et mathématiques
Aujourd'hui, de nombreux effets spéciaux cinématographiques tirent parti de simulations numériques. Leur développement pour un coût acceptable a été rendu possible par les développements rapides de l'informatique.
Ils simulent souvent des phénomènes physiques qui relèvent de la dynamique des corps rigides, de la déformation des corps élastiques ou des mouvements fluides impliquant l'eau, le feu, la fumée. Techniquement ils utilisent donc, en les adaptant, les méthodes numériques utilisées en mécanique du solide, en élasticité, en dynamique des fluides, ou plus généralement en rhéologie.
La simulation des effets spéciaux, tout en reposant sur les mêmes principes que la simulation des phénomènes physiques, est soumise à des contraintes supplémentaires imposées par l'artiste pour assurer à la fois la crédibilité et la qualité de l'effet.
L'une des techniques de calcul fréquemment utilisées pour représenter la propagation de fronts impliquant des masses fluides est la méthode des surfaces de niveau plus connue sous le nom de level set method. Elle a été utilisée pour simuler les flammes du dragon dans Harry Potter et la Coupe de feu, l'envahissement du Poséidon, l'onde de tempête dans Le jour d'après, la boue et la bière dans Shrek.

## Logiciels utilisés pour la réalisation d'effets spéciaux numériques
Énumération ne tenant pas compte des logiciels internes des sociétés d'effets spéciaux et de post-production.
(Liste non exhaustive classée en ordre alphabétique croissant).
- Dialogueur : Alice (Richard Wallace).
- Effets visuels pour la modélisation 2D :
  - Animo (en) (dernière version en 2004)
  - Wavefront (en) (Wavefront Technologies, Inc.)
- Effets visuels pour la modélisation 3D :
  - 3D Flame (Autodesk)
  - 3Delight (en) (Illumination Research)
  - 3ds Max (Autodesk)
  - Blender (Fondation Blender)
  - Boujou (2d3 Sensing (en))
  - ButterflyNetRender (Liquid Dream Solutions)
  - Cinema 4D (Maxon Computer (en))
  - Endorphin (en) (NaturalMotion)
  - Houdini (SideFX)
  - LightWave 3D (NewTek (en))
  - Maya (Autodesk)
  - Messiah Studio (en) (pmG Worldwide)
  - Motion Builder (Autodesk)
  - Mudbox (Autodesk)
  - Poser (Smith Micro Software)
  - Realflow (en) (Next Limit Technologies (en))
  - Softimage 3D (en) (dernière version en 2001)
  - Softimage XSI (dernière version en 2014)
  - ZBrush (Pixologic)
- Effets visuels pour le compositing :
  - 3DEqualizer (Science-D-Vision)
  - After Effects (Adobe)
  - Combustion (Autodesk)
  - Digital Fusion (Blackmagic Design)
  - HitFilm Pro (FXhome)
  - Natron (A. Gauthier et F. Devernay)
  - Nuke (Foundry)
  - PFTrack (The Pixel Farm Ltd.)
  - Realviz (Autodesk)
  - Shake (Apple)
  - SynthEyes (Andersson Technologies)
  - Vidéo Toaster (en) (NewTek)
- Moteur de rendu 3D :
  - Arnold (Solid Angle)
  - Brazil r/s (SplutterFish, LLC.)
  - GRASS (en) (Tom DeFanti (en))
  - Mari (Foundry)
  - Massive (Massive Software)
  - Mental Ray (Mental Images (en))
  - RenderMan (Pixar Animation Studios)
  - SpeedTree (en) (IDV, Inc.)
  - SyFlex (en) (Syflex Software)
  - Terragen (Planetside Software)
  - Universe (EIAS3D)
  - V-Ray (Chaos Group)
  - Octane Render (Otoy)
  - Xfrog (en) (Xfrog Inc.)

## Films utilisant des effets spéciaux numériques
(Liste non exhaustive).
- 1973 : Mondwest (Westworld) de Michael Crichton (1942-2008) ;
- 1977 : La Guerre des étoiles (Star Wars), de George Lucas (1944-).
- 1982 :
  - E.T., l'extra-terrestre (E.T. the Extra-Terrestrial), de Steven Spielberg (1946-) ;
  - Tron, de Steven Lisberger (1951-).
- 1983 : Golgo 13: The Professional (Golgo 13: The Professional), d'Osamu Dezaki (1943-2011) ;
- 1984 : Starfighter (The Last Starfighter), de Nick Castle (1947-).
- 1985 :
  - Le Secret de la pyramide (Young Sherlock Holmes), de Barry Levinson (1942-) ;
  - Retour vers le futur (Back to the Future), de Robert Zemeckis (1951-).
- 1986 :
  - Aliens le retour (Aliens), de James Cameron (1954-) ;
  - Le Vol du Navigateur (Flight of the Navigator), de Randal Kleiser (1946-).
- 1988 :
  - Qui veut la peau de Roger Rabbit (Who Framed Roger Rabbit), de Robert Zemeckis (1951-) ;
  - Tin Toy, de John Lasseter (1957-).
- 1989 : Abyss (The Abyss), de James Cameron (1954-) ;
- 1991 : Terminator 2 : Le Jugement dernier (Terminator 2 : Judgment Day), de James Cameron (1954-) ;
- 1993 : Jurassic Park, de Steven Spielberg (1946-) ;
- 1994 : Stargate, la porte des étoiles (Stargate), de Roland Emmerich (1955-) ;
- 1995 : Toy Story, de John Lasseter (1957-) ;
- 1996 : Independence Day, de Roland Emmerich (1955-).
- 1997 :
  - Le Cinquième Élément (The Fifth Element), de Luc Besson (1959-) ;
  - Men in Black, de Barry Sonnenfeld (1953-) ;
  - Titanic, de James Cameron (1954-).
- 1998 :
  - 1 001 Pattes (A Bug's Life), de John Lasseter (1957-) et Andrew Stanton (1965-) ;
  - Armageddon, de Michael Bay (1965-) ;
  - Blade, de Stephen Norrington (1964-) ;
  - Godzilla, de Roland Emmerich (1955-).
- 1999 : Matrix (The Matrix), de Lana et Lilly Wachowski (1965-) et (1967-).
- 2001 :
  - A.I. Intelligence artificielle (Artificial Intelligence: AI), de Steven Spielberg (1946-) ;
  - Le Seigneur des anneaux (The Lord of the Rings), de Peter Jackson (1961-) ;
  - Final Fantasy : Les Créatures de l'esprit (Final Fantasy: The Spirits Within), d'Hironobu Sakaguchi (1962-) ;
  - Monstres et Cie (Monsters, Inc.), de Pete Docter (1968-) ;
  - Pearl Harbor, de Michael Bay (1965-) ;
  - Waking Life, de Richard Linklater (1960-).
- 2002 : Minority Report, de Steven Spielberg (1946-).
- 2003 :
  - Le Monde de Nemo (Finding Nemo), d'Andrew Stanton (1965-) et Lee Unkrich (1967-) ;
  - Matrix Reloaded (The Matrix Reloaded), de Lana (1965-) et Lilly Wachowski (1967-) ;
  - Matrix Revolutions (The Matrix Revolutions), de Lana (1965-) et Lilly Wachowski (1967-).
- 2004 :
  - Le Jour d'après (The Day After Tomorrow), de Roland Emmerich (1955-) ;
  - Le Pôle express (The Polar Express), de Robert Zemeckis (1951-).
- 2005 :
  - La Guerre des mondes (War of the Worlds), de Steven Spielberg (1946-) ;
  - King Kong, de Peter Jackson (1961-).
- 2006 :
  - A Scanner Darkly, de Richard Linklater (1960-) ;
  - Cars : Quatre Roues (Cars), de John Lasseter (1957-) et Joe Ranft (1960-2005).
- 2007 :
  - La Légende de Beowulf (Beowulf), de Robert Zemeckis (1951-) ;
  - Transformers, de Michael Bay (1965-).
- 2008 :
  - 10 000 (10,000 BC), de Roland Emmerich (1955-) ;
  - Speed Racer, de Lana (1965-) et Lilly Wachowski (1967-).
- 2009 :
  - 2012, de Roland Emmerich (1955-) ;
  - Avatar, de James Cameron (1954-).
- 2010 : Les Aventures extraordinaires d'Adèle Blanc-Sec (The Extraordinary Adventures of Adèle Blanc-Sec), de Luc Besson (1959-) ;
- 2014 : Lucy, de Luc Besson (1959-) ;
- 2017 : Valérian et la Cité des mille planètes (Valerian and the City of a Thousand Planets), de Luc Besson (1959-).

## Le Seigneur des anneaux
À titre d'anecdote, le logiciel Massive développé pour la réalisation des scènes de bataille de la trilogie du Seigneur des anneaux a surpris ses créateurs. Programmé pour attribuer un comportement autonome et interactif à chacun des dix mille figurants, des Uruk-hai, en images de synthèse lors de la bataille du Gouffre de Helm, le programme était également chargé de leur faire prendre la décision collective la plus « rationnelle ». Si le programme a trouvé de lui-même que les guerriers devaient frapper le sol de leur lance en avançant pour se réchauffer sous la pluie, il a par la suite contredit le scénario en faisant prendre la fuite à l'armée orque en plein milieu de la bataille (ce qui était, compte tenu de ses paramètres, la solution la plus rationnelle puisque les « agents » ne rencontraient pas d'ennemis). Par la suite, le programme fut modifié pour se montrer plus « intelligent ».